# Городоцька міська рада (Хмельницька область)
Городо́цька міська́ ра́да — адміністративно-територіальна одиниця та орган місцевого самоврядування в Городоцькому районі Хмельницької області. Адміністративний центр — місто Городок.

## Загальні відомості
Городоцька міська рада утворена в 1919 році.
- Територія ради: 29,569 км²
- Населення ради: 16 646 осіб (станом на 1 січня 2015 року)
- Територією ради протікає річка Смотрич

## Населені пункти
Міській раді підпорядковані населені пункти:
- м. Городок

## Склад ради
Рада складається з 36 депутатів та голови.
- Голова ради: Поворозник Володимир Васильович
- Секретар ради: Пукліч Олег Леонідович

### Керівний склад попередніх скликань
| Прізвище, ім'я, по батькові     | Основні відомості                                                       | Дата обрання | Дата звільнення |
| ------------------------------- | ----------------------------------------------------------------------- | ------------ | --------------- |
| Хоптинець Віктор Анатолійович   | Міський голова, 1968 року народження, член Народно-демократичної партії | 26.03.2006   | 31.10.2010      |
| Поворозник Володимир Васильович | Міський голова, 1951 року народження, освіта вища, безпартійний         | 31.10.2010   |                 |

Примітка: таблиця складена за даними сайту Верховної Ради України

### Депутати
За результатами місцевих виборів 2010 року депутатами ради стали:

#### За суб'єктами висування
| Суб'єкт висування                                       | Кількість обраних депутатів | %    |
| ------------------------------------------------------- | --------------------------- | ---- |
| Політична партія Всеукраїнське об'єднання «Батьківщина» | 21                          | 58,3 |
| Партія регіонів                                         | 4                           | 11,1 |
| Єдиний Центр                                            | 3                           | 8,3  |
| Народна партія                                          | 2                           | 5,6  |
| Політична партія «Фронт Змін»                           | 2                           | 5,6  |
| Українська Народна Партія                               | 2                           | 5,6  |
| Політична партія Всеукраїнське об'єднання «Свобода»     | 1                           | 2,8  |
| Політична партія «Наша Україна»                         | 1                           | 2,8  |

#### За округами
| № округу                                                | Прізвище, ім'я, по батькові     | Дата визнання обраним | Освіта             | Партійна приналежність                        | Відомості про обраного депутата                                                                        |
| ------------------------------------------------------- | ------------------------------- | --------------------- | ------------------ | --------------------------------------------- | --- |
| Єдиний Центр                                            |                                 |                       |                    |                                               | |
| б/м                                                     | Савченко Дмитро Борисович       | 04.11.2010            | вища               | член Єдиного Центру                           | Городоцький ЦОС, начальник                                                                             |
| б/м                                                     | Підлісний Василь Васильович     | 04.11.2010            | вища               | член Єдиного Центру                           | Сфера землевпорядкування, приватний підприємець                                                        |
| 6                                                       | Фуртель Тамара Петрівна         | 05.11.2010            | вища               | позапартійна                                  | Городоцька ЦРЛ, лікар-терапевт                                                                         |
| Народна Партія                                          |                                 |                       |                    |                                               | |
| б/м                                                     | Кривий Петро Антонович          | 04.11.2010            | вища               | член Народної партії                          | Міська рада, секретар                                                                                  |
| 12                                                      | Рибак Алла Миколаївна           | 05.11.2010            | вища               | член Народної партії                          | ТР ПЦ                                                                                                  |
| Партія регіонів                                         |                                 |                       |                    |                                               | |
| б/м                                                     | Бельський Андрій Віталійович    | 04.11.2010            | вища               | член Партії регіонів                          | Міська рада, заступник міського голови                                                                 |
| б/м                                                     | Сагадін Ігор Леонідович         | 04.11.2010            | вища               | член Партії регіонів                          | приватний підприємець                                                                                  |
| б/м                                                     | Сафандула Людмила Миколаївна    | 04.11.2010            | вища               | член Партії регіонів                          | Пенсійний фонд, заступник начальника пенсійного фонду                                                  |
| б/м                                                     | Жищинський Сергій Васильович    | 04.11.2010            | вища               | член Партії регіонів                          | Городоцька ЦРЛ, лікар-стоматолог                                                                       |
| Політична партія Всеукраїнське об'єднання «Батьківщина» |                                 |                       |                    |                                               | |
| б/м                                                     | Пукліч Олег Леонідович          | 04.11.2010            | вища               | член Всеукраїнського об'єднання «Батьківщина» | тимчасово не працює                                                                                    |
| б/м                                                     | Царук Олена Володимирівна       | 04.11.2010            | вища               | член Всеукраїнського об'єднання «Батьківщина» | Городоцька по1аткова школа № 1, вчитель                                                                |
| б/м                                                     | Гуменюк Станіслав Тадеушевич    | 04.11.2010            | вища               | член Всеукраїнського об'єднання «Батьківщина» | пенсіонер                                                                                              |
| б/м                                                     | Снігурський Болеслав Іванович   | 04.11.2010            | вища               | член Всеукраїнського об'єднання «Батьківщина» | пенсіонер                                                                                              |
| б/м                                                     | Левицький Володимир Йосипович   | 04.11.2010            | вища               | член Всеукраїнського об'єднання «Батьківщина» | пенсіонер                                                                                              |
| б/м                                                     | Мельничук Віталій Володимирович | 04.11.2010            | вища               | член Всеукраїнського об'єднання «Батьківщина» | Центр електрозв'язку № 2, програміст                                                                   |
| б/м                                                     | Ящурко Аркадій Антонович        | 04.11.2010            | вища               | член Всеукраїнського об'єднання «Батьківщина» | пенсіонер                                                                                              |
| 1                                                       | Королівський Іван Станіславович | 05.11.2010            | середня            | член Всеукраїнського об'єднання «Батьківщина» | приватний підприємець                                                                                  |
| 2                                                       | Махно Анатолій Степанович       | 05.11.2010            | вища               | член Всеукраїнського об'єднання «Батьківщина» | Городоцька ЦРЛ, хірург                                                                                 |
| 3                                                       | Войталюк Андрій Володимирович   | 05.11.2010            | вища               | позапартійний                                 | МП «СВ-Сервіс», директор                                                                               |
| 4                                                       | Матвєйцева Олена Тадеушівна     | 05.11.2010            | вища               | член Всеукраїнського об'єднання «Батьківщина» | Городоцький телерадіопресцентр, кореспондент                                                           |
| 7                                                       | Сторожук Лілія Анатоліївна      | 05.11.2010            | вища               | член Всеукраїнського об'єднання «Батьківщина» | Городоцька районна рада, бухгалтер                                                                     |
| 8                                                       | Задорожний Олег Борисович       | 05.11.2010            | незакінчена вища   | член Всеукраїнського об'єднання «Батьківщина» | приватний підприємець                                                                                  |
| 10                                                      | Федощук Владислав Станіславович | 05.11.2010            | вища               | член Всеукраїнського об'єднання «Батьківщина» | приватний підприємець                                                                                  |
| 11                                                      | Романова Лариса Станіславівна   | 05.11.2010            | вища               | член Всеукраїнського об'єднання «Батьківщина» | Городоцький Телерадіопресцентр, бухгалтер                                                              |
| 13                                                      | Крємнєва Наталія Володимирівна  | 05.11.2010            | вища               | член Всеукраїнського об'єднання «Батьківщина» | Громадська приймальня народного депутата України, помічник депутата                                    |
| 14                                                      | Краснощок Володимир Іванович    | 05.11.2010            | вища               | член Всеукраїнського об'єднання «Батьківщина» | приватний підприємець                                                                                  |
| 15                                                      | Цапар Анатолій Ананійович       | 05.11.2010            | вища               | член Всеукраїнського об'єднання «Батьківщина» | Фермерське господарство, заступник директора                                                           |
| 16                                                      | Шименько Валентина Михайлівна   | 05.11.2010            | вища               | член Всеукраїнського об'єднання «Батьківщина» | пенсіонер                                                                                              |
| 17                                                      | Вандоляк Леоніда Тадеушівна     | 05.11.2010            | середня спеціальна | член Всеукраїнського об'єднання «Батьківщина» | пенсіонер                                                                                              |
| 18                                                      | Костур Сергій Олександрович     | 05.11.2010            | вища               | член Всеукраїнського об'єднання «Батьківщина» | Городоцький ЦТП № 3, м. Городок, інженер СТЗ                                                           |
| Політична партія Всеукраїнське об'єднання «Свобода»     |                                 |                       |                    |                                               | |
| б/м                                                     | Гуменюк Надія Петрівна          | 04.11.2010            | вища               | член Всеукраїнського об'єднання «Свобода»     | Університет «Україна», студент                                                                         |
| Політична партія «Наша Україна»                         |                                 |                       |                    |                                               | |
| 5                                                       | Баско Володимир Анатолійович    | 05.11.2010            | вища               | член Політичної партії «Наша Україна»         | тимчасово не працює                                                                                    |
| Політична партія «Фронт Змін»                           |                                 |                       |                    |                                               | |
| б/м                                                     | Войнаровський Юрій Іванович     | 04.11.2010            | вища               | член Політичної партії «Фронт Змін»           | приватний підприємець                                                                                  |
| б/м                                                     | Собко Олег Петрович             | 04.11.2010            | вища               | член Політичної партії «Фронт Змін»           | приватний підприємець                                                                                  |
| Українська Народна Партія                               |                                 |                       |                    |                                               | |
| б/м                                                     | Сержантов Вадим Юрійович        | 04.11.2010            | вища               | позапартійний                                 | Городоцька райдержадміністрація, завідувач юридичного сектору апарату Городоцької райдержадміністрації |
| 9                                                       | Бартощак Микола Михайлович      | 05.11.2010            | вища               | позапартійний                                 | Городоцька ЦРЛ, лікар                                                                                  |